# Wilford Brimley
Anthony Wilford Brimley (ur. 27 września 1934 w Salt Lake City, zm. 1 sierpnia 2020 w St. George) – amerykański aktor filmowy; najbardziej znany z popularnej komedii science fiction Kokon (1985; reż. Ron Howard) i jej kontynuacji z 1988 pt. Kokon: Powrót. Inne pamiętne role stworzył m.in. w takich filmach jak: Chiński syndrom (1979), Bez złych intencji (1981), Coś (1982), Urodzony sportowiec (1984) czy Firma (1993).

## Życiorys
Urodzony w Salt Lake City Brimley porzucił szkołę średnią i zaciągnął się do Korpusu Piechoty Morskiej Stanów Zjednoczonych (tzw. marines). Przez 3 lata służył na Aleutach. Po opuszczeniu wojska imał się różnych zajęć; był m.in. ochroniarzem Howarda Hughesa, później pracował na ranczu i był kowalem. Następnie zaczął podkuwać konie na planach filmowych. Dzięki swojemu przyjacielowi aktorowi Robertowi Duvallowi w latach 60. zaczął pojawiać się  jako statysta i kaskader w westernach. Pierwszą znaczącą rolę zagrał pod koniec lat 70. w filmie Chiński syndrom (1979) z Jackiem Lemmonem i Michaelem Douglasem. W ciągu kolejnych dekad swojej aktorskiej aktywności pojawił się w ok. 60 produkcjach.
Od 1979 zmagał się z cukrzycą. Przez lata angażował się w zwiększenie świadomości ludzi na temat tej choroby, za co w 2008 został nagrodzony przez Amerykańskie Stowarzyszenie Diabetologiczne.
Zmarł w szpitalu w St. George 1 sierpnia 2020, kilka tygodni przed 86. urodzinami. W ostatnich miesiącach miał problemy z nerkami.

## Wybrana filmografia
- Chiński syndrom (1979) jako Ted Spindler
- Elektryczny jeździec (1979) jako farmer
- Więzień Brubaker (1980) jako Rogers
- Granica (1980) jako Scooter Jackson
- Bez złych intencji (1981) jako asystent prokuratora generalnego James A. Wells
- Coś (1982) jako dr Blair
- Za dziesięć minut północ (1983) jako kpt. Malone
- Pod czułą kontrolą (1983) jako Harry
- Podniebna droga do Chin (1983) jako Bradley Tozer
- Twardziele (1983) jako Bill Long
- Harry i syn (1984) jako Tom Keach
- Hotel New Hampshire (1984) jako Iwoa Bob
- Pułapka (1984) jako Otis
- Urodzony sportowiec (1984) jako Pop Fisher
- Kokon (1985) jako Benjamin „Ben” Luckett
- Ewoki: Bitwa o Endor (1985) jako Noa
- Remo: Nieuzbrojony i niebezpieczny (1985) jako Harold Smith
- Akt zemsty (1986) jako Tony Boyle
- Kokon: Powrót (1988) jako Benjamin „Ben” Luckett
- Firma (1993) jako William Devasher
- Nieuchwytny cel (1993) jako wujek Douvee
- Zacni kowboje (1995) jako C. C. Tarpley
- Obywatele prezydenci (1996) jako Joe Hollis
- Przodem do tyłu (1997) jako Frank Brackett
- Koniec raju w Brigham (2001) jako Stu
- Cena za życie (2001) jako Joe Gill
- Słyszeliście o Morganach? (2009) jako Earl Granger
- Dokąd wieje wiatr (2009) jako Harry Caldwell